# Isola Box
Box è una piccola isola disabitata delle isole Andreanof, nell'arcipelago delle Aleutine, e appartiene all'Alaska (USA). Si trova tra l'isola Kanu e Great Sitkin.